# Anaglyptus simplicicornis
Anaglyptus simplicicornis là một loài bọ cánh cứng trong họ Cerambycidae.